# کاتتر شریانی
کاتتر شریانی یا آرترلاین (به انگلیسی: Arterial line) کاتتری است که در داخل شریان بیمار قرار داده می‌شود. این کاتتر معمولاً در بخش مراقبت‌های ویژه پزشکی یا در حین بیهوشی جهت پایش فشار خون (در حالت عادی از کاف فشارسنج استفاده می‌شود) به صورت لحظه‌ای و همچنین تحلیل گاز خون شریانی استفاده می‌شود.
معمولاً از کاتتر شریانی جهت موارد روتین استفاده نمی‌شود زیرا تزریق دارو از طریق این کاتتر باعث صدمه شدید به بافت و حتی قطع عضو خواهد شد. کاتتر شریانی یا آرترلاین معمولاً بر روی شریان رادیال یا شریان اولنار در ناحیه مچ دست قرار داده شود اما می‌توان در شریان براکیال در ناحیه آرنج یا شریان فمورال در کشاله ران یا شریان دورسال پدیس در روی پا تعبیه کرد.
قرار دادن کاتتر داخل شریان کار دردناکی است، بنابراین استفاده از یک ماده بی‌حس‌کننده موضعی مانند لیدوکائین می‌تواند موجب کاسته شدن از درد آن و جلوگیری از اسپاسم شریانی شود که در نهایت باعث می‌شود قرار دادن این کاتتر کار آسان‌تری باشد. تعبیه کاتتر شریانی معمولاً توسط پزشک، متخصص بیهوشی، کارشناس بیهوشی پرستار و درمانگران تنفسی انجام می‌گیرد.